# Nadia Hasnaoui
Nadia Hasnaoui (født 10. juni 1963) er en norsk tv-vært, som har ledet programmer på både TV 2 Norge og NRK.
I maj 2010 var hun vært ved Eurovision Song Contest 2010 i Telenor Arena, sammen med Erik Solbakken og Haddy N'jie.
Hun modtog TV-prisen i 2010.